# みかんのうた
「みかんのうた」はSEX MACHINEGUNSの4作目のシングル。1999年4月21日発売。発売元は東芝EMI / EXPRESS。

## 解説
バンド初のライブ音源シングル。赤坂BLITZにて収録。
ボーカルAnchangの故郷愛媛県の名産物、みかんをテーマにしたユーモラスかつ故郷に対する深い愛情を込めた歌詞でバンド初のヒット曲となった。
当初は現在よりテンポが遅いミドルテンポの楽曲だったが、演奏を重ねる度、徐々にテンポが速くなっていき、現在のアレンジに落ち着いた。
本楽曲の影響で、歌詞に出てくる「ポンジュース」の製造発売元でもあるえひめ飲料から、愛媛での公演の際には、ポンジュースが差し入れとしてメンバーに贈られている。

## 制作
曲の原型は高校時代のAnchangがメタリカとモトリー・クルーを聴きながら作ったという。歌詞はAnchangが大学入学後、出身地が愛媛と言うと周りが「ポンジュースで風呂に入るんだろ」などと言われ、そういう出来事の積み重ねによって完成したもの。インディーズ時代からのバンドの代表曲とも言える曲である。

## セルフカバー
デビュー20周年である2018年発売のアルバム『IRON SOUL』にて、"Re-Recording 2018"の副題がつけられ、現メンバー（6期）による演奏で新たなスタジオ音源が収録された。

## リリース変遷
3タイプ存在する。1999年4月21日発売マキシシングルケース入り8cmCD盤、VHS同梱盤（『HELLthy set-M』として8cmCD+VHSで発売）、2001年5月23日発売の再発盤（マキシシングル・ジャケット違い）。但し『HELLthy set-M』のみカップリング曲が異なり、短冊形ケースが使用された。
シングルに収録された音源は赤坂BLITZでの公演のもので、『HELLthy set-M』のVHSには同じ音源の映像が収録されている。ライブ・アルバム『BURNING HAMMER』の初回限定盤には再録音したスタジオ・ライブ音源が収録された。

## 収録曲
（8cmCD、マキシシングル共通）
作詞・作曲：Anchang　編曲：SEX MACHINEGUNS
1. みかんのうた（LIVE）
2. illusion city
3. illusion city 〜Anchangと“勝負じゃこりゃー"Version〜

## 収録作品
| 発売日         | タイトル                                                                               | 規格品番              |
| -------------- | -------------------------------------------------------------------------------------- | --------------------- |
| 2000年11月16日 | DVD『SM SHOW』                                                                         | TOBF-5045             |
| 2001年10月31日 | ライブ・アルバム『BURNING HAMMER』                                                     | TOCT-24658 TOCT-24660 |
| 2002年02月20日 | VHS/DVD『SM SHOW 2』                                                                   | TOVF-1387 TOBF-5119   |
| 2003年02月19日 | VHS/DVD『SM SHOW 3』                                                                   | TOVF-1406 TOBF-5194   |
| 2003年06月04日 | ベスト・アルバム『「マシンガンズの集い」ザ・ベスト』（LIVE）                           | TOCT-25063 TOCT-25064 |
| 2003年09月26日 | ライブ・アルバム『ライブ!Final Attack at Budokan [CCCD]』                              | TOCT-25148            |
| 2003年10月22日 | DVD『SM Show Finale』                                                                  | TOBF-5248             |
| 2003年12月10日 | DVD『鋼鉄箱』                                                                          | TOBF-5285             |
| 2006年06月28日 | DVD『a day in the LIVE～SEX MACHINEGUNS LIVE IN USA～』                                | TOBF-5485             |
| 2008年03月26日 | ベスト・アルバム『BEST TRACKS the past and the future』                                | TOCT-26527            |
| 2011年05月18日 | DVD『SMG ALIVE!』                                                                      | YZXL-8005             |
| 2012年04月18日 | リミックス・アルバム『SEX MACHINEGUNS REMIX BEST』(Remixed by DJ Command)              | FLLM-011              |
| 2012年07月18日 | DVD『SEX冠TOUR2012 ～SEX MACHINEGUNS VS THE冠～』                                      | PPPD-2004             |
| 2018年3月28日  | ベスト・アルバム『マシンガンズにしやがれ!!』(LIVE 2017)                                | UPCY-7475/6           |
| 2018年9月26日  | DVD『20th Anniversary Tour ～春の祭典 な～るほどザ・ワイルド‼～ 2018.4.27 CLUB CITTA』 | SS-18501              |
| 2018年11月28日 | オリジナル・アルバム『IRON SOUL』(Re-Recording 2018)                                   | NQKS-1022             |

## カバー
『GUITAR FREAKS 7thMIX & drummania 6thMIX Soundtrack』（Handsome JETによるカバー）　2002年05月01日発売、規格品番：KMCA-158